# HaModia
haModia (hebräisch הַמּוֹדִיעַ haMōdīʿa, deutsch ‚Der Ansager/Nachrichtensprecher/Verkünder‘) ist eine hebräischsprachige charedische („ultraorthodoxe“) Tageszeitung, die in Israel herausgegeben wird. Eine täglich erscheinende englische Ausgabe wird auch in den Vereinigten Staaten, dem Vereinigten Königreich und in Israel herausgegeben. Die US-amerikanische Ausgabe war die erste jüdisch-ultraorthodoxe Tageszeitung, die jemals auf Englisch in den USA herausgegeben wurde.
Die redaktionellen Leitlinien spiegeln die ultraorthodoxe Sichtweise wider. Allerdings sind die redaktionellen Leitlinien in den USA gemäßigter als die in Israel.
Zum Beispiel erlaubt die US-Ausgabe den Abdruck von Bildern der Rabbiner und Werbungen mit Internetadressen, während es dies in der israelischen Ausgabe nicht gibt. Eine wöchentliche Ausgabe, auch auf Englisch, wird in London (hauptsächlich für den europäischen Markt) herausgegeben.
In einigen Strömungen des ultraorthodoxen Judentums ist der Gebrauch des Internets lediglich zu geschäftlichen Zwecken erlaubt, und es wird das Lesen säkularer Zeitungen vermieden. Für Anhänger dieser Gruppen sind Zeitungen wie haModia die einzige Nachrichtenquelle. Wie im ultraorthodoxen Judentum üblich, werden in haModia keine Fotos von Frauen veröffentlicht, da dies als unzüchtig betrachtet wird.